# La Coche
La Coche är en ö i Guadeloupe (Frankrike). Den ligger i den södra delen av Guadeloupe, 22 km sydost om huvudstaden Basse-Terre. Arean är 0,16 kvadratkilometer.
Terrängen på La Coche är platt. Öns högsta punkt är 13 meter över havet. Den sträcker sig 0,6 kilometer i nord-sydlig riktning, och 0,7 kilometer i öst-västlig riktning.